# Cylindromyrmex darlingtoni
Cylindromyrmex darlingtoni är en myrart som beskrevs av Wheeler 1937. Cylindromyrmex darlingtoni ingår i släktet Cylindromyrmex och familjen myror. Inga underarter finns listade i Catalogue of Life.